# 北条氏直
北条 氏直（ほうじょう うじなお）は、戦国時代から安土桃山時代にかけての武将・大名。相模国の戦国大名で小田原城主。後北条氏の第5代当主である。父は北条氏政、母は武田信玄の娘・黄梅院。父と共に後北条氏の最大版図を築き上げたが、外交の失敗で豊臣秀吉による小田原征伐を招き、後北条氏の関東支配は終焉を迎えた。

## 生涯

### 家督相続
後北条氏は氏直の祖父・北条氏康の時代に甲斐の武田氏・駿河の今川氏と甲相駿三国同盟を締結していたが、父の氏政はその一角である甲相同盟において武田信玄の娘・黄梅院を正室としており、氏直は永禄5年（1562年）に氏政の次男として小田原城で生まれる（『平姓北条氏系図』・『石川忠総留書』）。兄の新九郎は早世したため、嫡男として扱われた。幼名は国王丸。仮名は新九郎。武田義信・武田勝頼の外甥にあたる。
永禄11年（1568年）末には武田・今川間の関係悪化により武田氏の駿河侵攻が行われ、母である黄梅院は父と離縁させられ、実家の武田家に戻されたのち永禄12年（1569年）6月に病死したとされてきた。ところが、浅倉直美による論文が発表され、黄梅院が離縁されたという話は1970年代に史料の誤読によって生み出された誤説に過ぎないとされ、彼女は小田原城で死去したと考えられるようになった。なお、同論文では、氏直の母は黄梅院ではなく側室の子だったのではないか、とする指摘がなされている（氏直の生母の問題については後述）。
永禄12年5月、氏直は没落した今川当主・今川氏真（叔母の早川殿は氏真の正室）の猶子として家督を相続し、将来の駿河領有権を得たという。ただし、駿河は武田領国化されたため現実のものとはならなかった上、黄梅院の死去で氏政の正室がいなくなったことや早川殿が男子を生んだことで氏直を改めて北条氏の後継者として位置づけることになり、遅くても元亀3年（1572年）までに縁組は解消された。なお、元亀2年（1571年）には氏康が死去して、氏政が名実ともに当主となり、武田との甲相同盟が回復する。
天正5年（1577年）3月に古河公方・足利義氏より「新九郎」宛に書状が送られている。この文中には「氏直」の諱も書かれているために既に元服を済ませていたことが判明するが、書状の内容から元服した氏直が義氏にその旨を言上の書状を先に認めた上での返書と考えられ、実際に元服をしたのは3月ではなくその数か月前と考えられる。11月に上総国に初陣した。この戦は氏政・氏直が優勢に戦いをすすめたとみられ、安房国の里見義弘と和睦し、氏政の娘が里見義頼に嫁ぐことで北条氏と里見氏は年来の敵対関係から同盟関係に入った（房相一和）。天正7年（1579年）2月には垪和又太郎（実名不詳）と庄孫四郎（直正）に偏諱を与える一字書出が行われている。
天正8年（1580年）8月19日、父の隠居により家督を継いで北条家の第5代当主となる。これは氏政出陣中に隠居を行った異例のもので、後北条氏は天正6年（1578年）の越後上杉氏における御館の乱および甲越同盟の締結を契機に再び甲斐武田氏と敵対関係となっており、尾張国の織田信長と同盟を結び、氏直と信長の娘の婚姻を達成してさらに同盟を強固なものとして勝頼との戦いを有利に運ぶためであったといわれ、通説では実権はなおも父が握っていたとされているが、実際には内政や家臣統制の権限は直ちに氏直に移され、軍事的な権限も一部が移譲され、氏政は外交と軍事の主要部分を担当していた。

### 武田氏遺領争い
天正9年（1581年）、叔父・武田勝頼と三島で戦ったが、決着はつかずに終わった。翌天正10年（1582年）3月、信長の侵攻で勝頼などが討死して武田氏が滅亡し（甲州征伐）、甲斐の遺領は信長の家臣・河尻秀隆、信濃国の一部と上野国の西部は滝川一益に与えられ、一益は関東守護を自称した。
しかし6月に信長が本能寺の変で横死し、河尻秀隆が土豪一揆に殺害され、甲斐国が無主の国となると、氏直は叔父の北条氏邦らと共に4万3千を称する大軍をもって上野侵攻を開始し、6月16日には倉賀野表（群馬県高崎市）に進出する。本庄に本営を置き、富田、石神に布陣、18日には金窪城で滝川軍と北条軍は激突し、初戦では氏邦が率いる先鋒が敗退したが、19日の神流川の戦いで氏直本軍が一益軍に勝利した。そして敗走する一益を追って上野国から信濃国に侵攻し、佐久郡・小県郡を支配下におさめ、諏訪へ進軍し諏訪頼忠を味方に付けた。更に木曾義昌（叔母・真竜院の夫）とも連絡を取り中信地方を制した。
8月に氏直は甲斐北西部の若神子城（北杜市須玉町若神子）に本陣を置き、新府城を本陣に七里岩台上に布陣した徳川家康軍と甲斐若神子城において対陣した。「甲斐は祖父（武田信玄）の旧領国」ということで領有を強く望む氏直と、徳川軍との対陣は80日間に及んだ（天正壬午の乱）が、滝川一益敗退後に北条に帰参していた真田昌幸や木曾義昌が離反し、家康方の依田信蕃がゲリラ活動を行い北条軍の補給路を脅かし、別働隊の北条氏忠・北条氏勝が甲斐国八代郡黒駒（山梨県笛吹市御坂町）において徳川方の鳥居元忠らに敗退すると戦線は膠着した（黒駒合戦）。その後、織田信雄・信孝兄弟の調停もあり、10月27日、上野は氏直、甲斐・信濃は家康が領有し、家康の娘が氏直に嫁ぐことで両軍の和睦・同盟が成立する。そしてこの結果として、天正11年（1583年）8月15日、家康の娘・督姫が氏直に嫁いだ。なお、天正12年（1584年）の沼尻の合戦を最後に氏政の出陣が見られなくなること、同年12月にはそれまで氏政が官途名としていた左京大夫を氏直が名乗り始めていることから、公の場においては氏直が北条氏の当主として認識されるようになっていった。なお、黒田基樹はこの時期の氏直側近として、山上久忠・山角直繁・垪和豊繁の3名を挙げている。

### 小田原合戦から最期

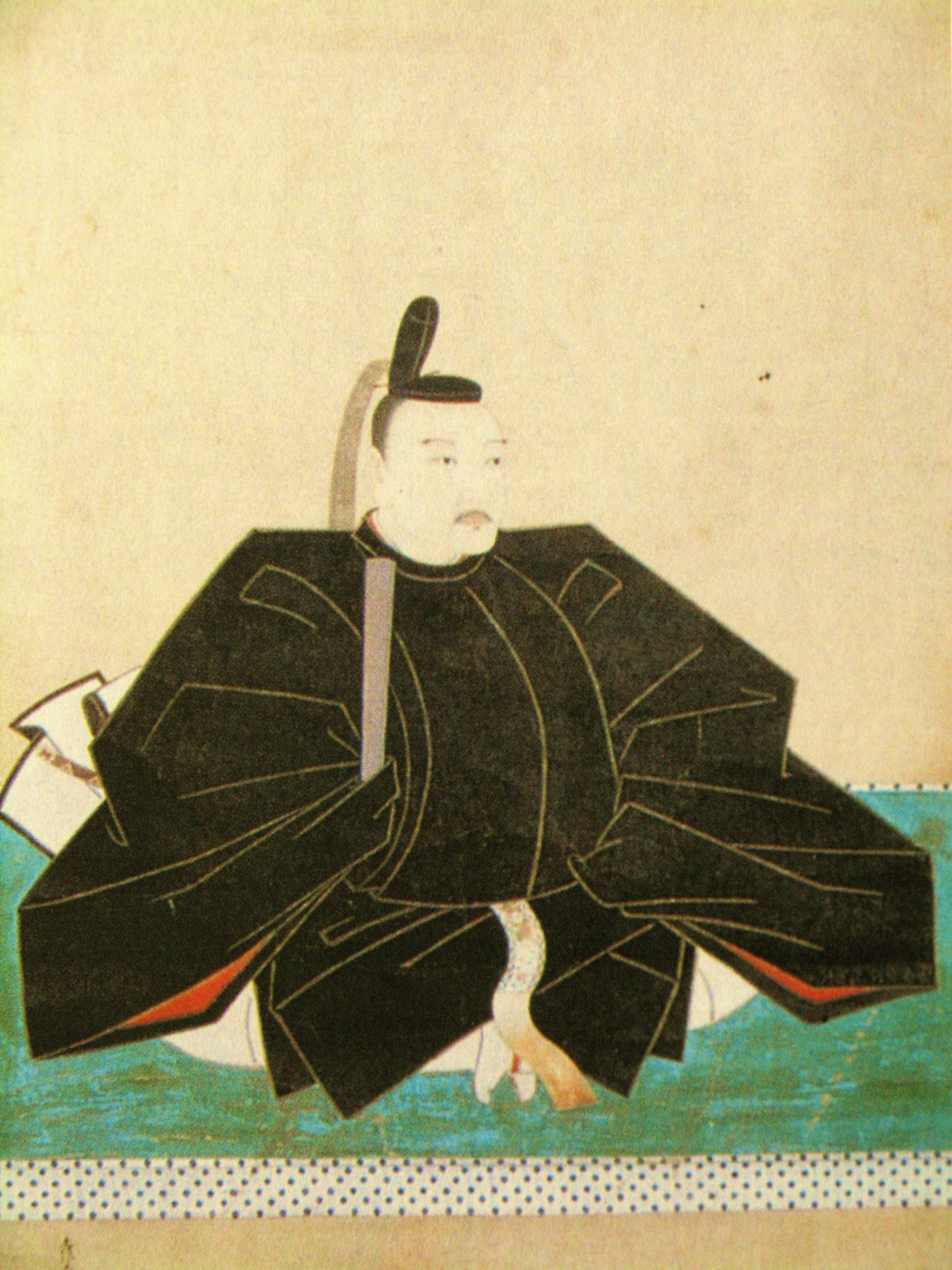
北条氏直像（早雲寺所蔵、土佐光起筆）

家康と同盟を結んだ後、氏直は下野・常陸方面に侵攻して勢力を拡大し、佐竹義重や宇都宮国綱、結城晴朝、太田資正らを圧迫した。しかし中央で信長の死後、その重臣だった豊臣秀吉が台頭し、関東惣無事令が発令されて私戦が禁止されたため、氏直は秀吉との戦いを意識して天正15年（1587年）から軍備増強に務めた。一方で秀吉の実力も認識していたようであり、天正16年（1588年）春には家康の仲介も受けて、8月に叔父の北条氏規を上洛させて秀吉との交渉に臨んだ。
なお、父や叔父の北条氏照ら強硬派が氏直・氏規ら穏健派と対立したとされているが、上野沼田城受取り後の氏政は上洛に前向きであることが各種書状で明らかとなっているため、氏政が強硬派とは一概に決めつけることはできない。また、氏規が上洛した直後に氏政が政務に一切口出しをしなくなったことが確認される。
しかし天正17年（1589年）の秀吉の沼田裁定による沼田城受取後に、猪俣邦憲による真田昌幸の支城・名胡桃城奪取事件が起きて、これが惣無事令違反であるとして、秀吉との関係は事実上破綻した。このことについて、氏直は名胡桃城は北条が乗っ取ったのではなく、既に真田に返還していることと、この件について真田方の名胡桃城主と思われる中山の書付を進上するので真理を究明してほしい旨を、秀吉側近の津田盛月・富田一白に対して弁明するとともに、家康に対しても同様に執り成しを依頼した。ところが家康は秀吉から小田原征伐に関する軍議に出席するよう求められたため、既に上洛しており、家康への依頼が実を結ぶことはなかった。
天正18年（1590年）から秀吉による小田原征伐が始まった。氏直はこれに対して領国内に動員令をかけるとともに、小田原城をはじめとする各支城を修築し、さらに野戦の場合を想定して、3月に箱根の屏風山等の陣場を巡検した。しかし山中城落城により結局小田原城で籠城することになる。籠城は4月から3カ月に及んだが、秀吉の大軍による小田原城の完全包囲、水軍による封鎖、支城の陥落などに加え、重臣・松田憲秀の庶子・笠原政晴が秀吉に内応しようとした（氏直が事前に政晴を成敗した）ことなどから、7月1日には和議を結ぶことを決意し、5日に秀吉方の武将・滝川雄利の陣所へ赴いて、氏直自身が切腹することにより将兵の助命を請い、秀吉に降伏した。
しかしながら秀吉は氏直の申出について感じ入り神妙とし、家康の婿であったこともあり助命された。他方、氏政・氏照及び宿老の大道寺政繁・松田憲秀は切腹を命じられ、11日に氏政・氏照が切腹となった。12日に氏直は紀伊国高野山へ登ることに決まり、21日に太田氏房・千葉直重・北条直定・北条氏規・北条氏忠・北条氏隆・北条氏光等の一門及び松田直秀・大道寺直繁・山角定勝・山角直繁・安藤清広・遠山直吉・北条氏資（高橋種資）・山上久忠・梶原景宗・内藤直行・宮城泰業等の家臣30余名を伴って小田原を出立し、8月12日に高野山に到着した。その後、高室院にて謹慎生活を送った。以後「見性斎」と称す。
天正19年（1591年）1月から氏直は、冨田一白と津田盛月を通して家康に口利きを依頼するなど赦免活動を開始し、2月には秀吉から家康に赦免が通知された。5月上旬には大坂で旧織田信雄邸を与えられ、8月19日には秀吉と対面し正式に赦免と河内及び関東において1万石を与えられ豊臣大名として復活した。さらに小田原に居住していた督姫も27日に大坂に到着し、家臣への知行宛行、謹慎中の借財整理を行った。
天正19年（1591年）11月4日、死去した。享年30。松巌院殿大円宗徹公大居士。
『多聞院日記』によると、死因は疱瘡と記述されている。
氏直の死後、従弟で氏規の嫡子である北条氏盛が氏直の名跡と遺領のうち4,000石を相続し、慶長3年（1598年）に氏規の跡を継いで1万1千石の大名となり、北条宗家は河内狭山藩藩主として幕末まで存続した。

## 人物・逸話
- 生存していれば翌年には秀吉より伯耆一国を与えられ、国持大名としても復活が予定されていたと軍記物に記載があるが、裏付ける史料などはない。ただし、赦免後に大坂において元国持大名であった旧織田信雄邸を与えられているので、将来的には国持大名への復活も想定されていた可能性がある。
- 『北条記』では、「五世の氏直君はずいぶん判断力にも富んでいたが、惜しいかな虚弱な体質であったため、みずから裁決せず、人まかせにするあやまちをおかしたために、ついにその家を失うこととなった」とある。
- 現在のところ、氏直発行の文書は家督相続以前の物も含めて264通が確認されているが、何故か「北条」を名乗った文書は1通も存在していない（左京大夫氏直、見性斎氏直などと署名している）。
- 氏直は秀吉の使者として小田原城開城の説得にあたった黒田孝高に感心したとされ、家宝の「日光一文字」の太刀、北条白貝などを贈っている。

## 生母について
浅倉直美は以下の理由から、氏直の母は黄梅院ではなく、側室の子であったのではないか？とする説を唱えている。その根拠として、
1. 黄梅院の父である武田信玄は娘が懐妊するたびに安産の祈祷を行っているが、氏直が生まれたとされる永禄5年にはその記録がない。
2. もし、氏直が黄梅院の生んだ嫡子であるならば、元亀12年当時、（兄の死去により）事実上の長男で、かつ他にも側室の子がいたにもかかわらず今川氏真の猶子となっているのは不自然である。
3. 氏直の幼名「国王丸」は、祖父・氏康の幼名「伊豆千代丸」、父・氏政の幼名「松千代丸」のいずれも受け継いでいない上、通説では異母弟とされる「国増丸」（後の太田源五郎）と共通する名乗りで、国増丸の同母兄とみる方が自然である。

これらの点から氏直は黄梅院の所生ではなく、後に国増丸を生んだ側室が生母であろうとしている（浅倉は黄梅院が離縁されずに小田原に留まっていたとすれば、後から男子を産む可能性もあるために、国王丸こと氏直が養子に出されるのは不自然ではないとする）。
この浅倉説に関して黒田基樹は、「平姓北条氏系図」で黄梅院の所生とされている氏房・直重・直定が、今日では側室の子であることが確定しているため、氏直に関しても確実に黄梅院の子であるとは断定できないとした上で、
1. に関しては、氏房らが黄梅院の子と考えられていた時代には無視されていたが、現在では信玄の祈祷と黄梅院の出産は相関性があるとされている中で、氏直が生まれたとされる永禄5年に安産祈祷がないのを記録の欠落と単純に考えて良いのか？という問題点はある。
2. に関しては、北条氏と今川氏との関係から黄梅院が生んだ嫡子を猶子として送り込んだ可能性もあるが、庶長子を猶子としたと考えた方が自然ではある。
3. 国王丸と庶出である国増丸の名前の共通性は軽視できない。

として、浅倉説の成立する可能性が高いとしている。
なお、浅倉は氏直と源五郎の母として、源五郎の太田氏入嗣以降にその補佐をした笠原康明の妹であった可能性を指摘している。

## 子ども
- 長女は夭折した。
- 次女は池田利隆の正室（「北条家系図」）[17]。慶長7年（1602年）2月28日、死去した[16]。宝珠院殿華庵宗春大禅定尼[18]。『北条家過去帳』に「氏直公御息女　池田三左衛門殿嫡子」と記されている[18]。

## 墓所
神奈川県箱根町の金湯山早雲寺。

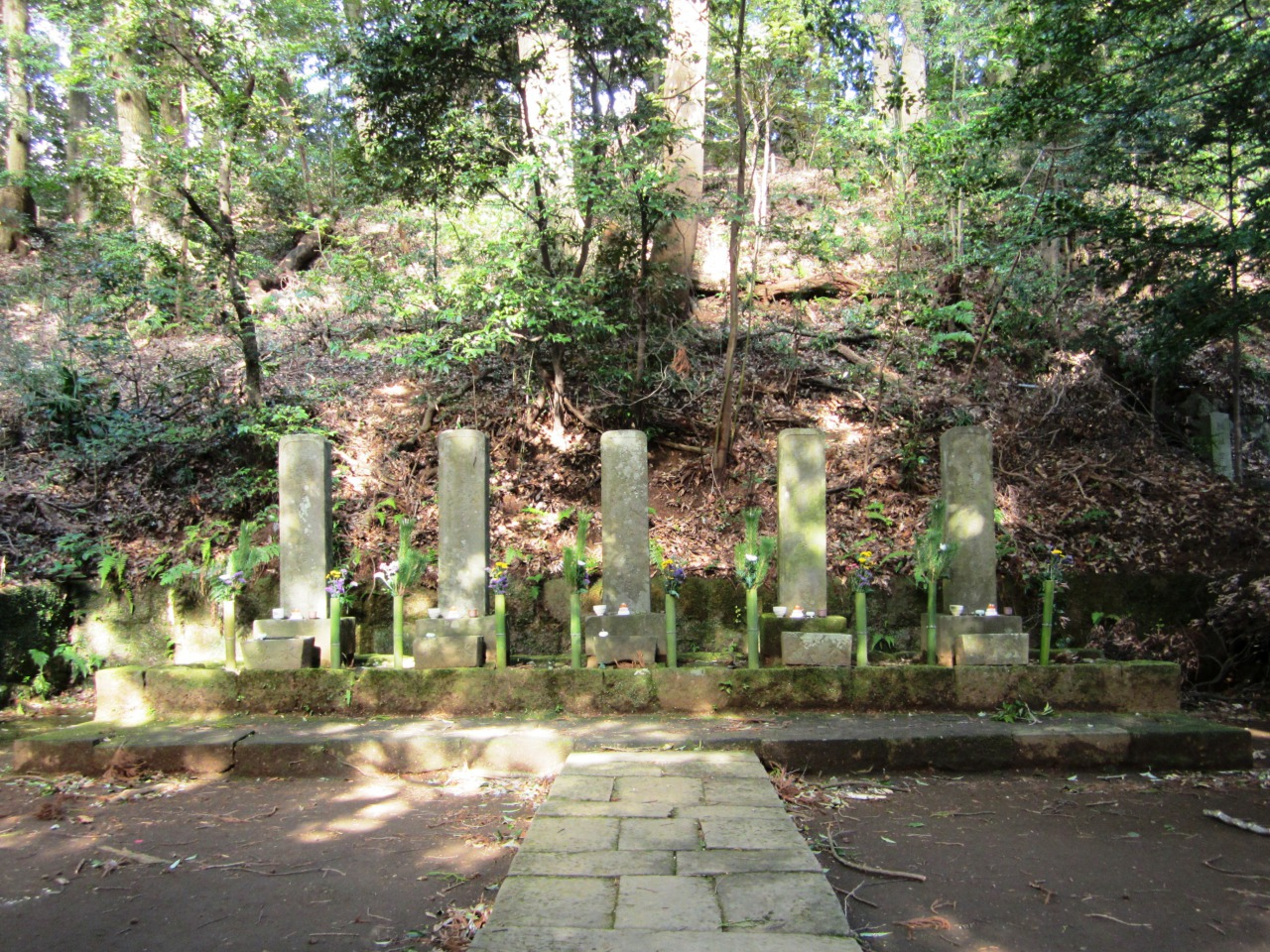
早雲寺の北条五代の墓。左端が氏直の墓。

現在の早雲寺境内に残る氏直を含めた北条5代の墓所は、江戸時代の寛文12年（1672年）に、北条氏規の子孫で狭山藩北条家5代当主の北条氏治が、北条早雲の命日に当たる8月15日に建立した供養塔である。
氏直の本来の墓所として、広島市西区田方の海蔵寺に墓が現存しているが、真偽の程は定かでない。